# Паутинные клещи (надсемейство)
Tetranychoidea  (лат.) — надсемейство клещей из надотряда акариформных (Prostigmata). 

## Распространение
Встречаются во всех регионах, включая Антарктику. 5 семейств, более 2000 видов.

## Описание
Мелкие клещи, длина менее 1 мм (от 0,2 до 1,0). Покровы мягкие или слегка склеротизованные (в последнем случае тело поделено на 2 спинных щитка: проподосомальный и гистеросомальный). Хелицеры слитые в стилофор. Педипальпы с крупным коготком на голени. Ног 4 пары (иногда 3). В ходе индивидуального развития проходят несколько стадий (личинка, 1-3 нимфы, прозопон). Растительноядные (включая опасных вредителей культурных растений), выделяют паутину; иногда в почве.
- Allochaetophoridae Reck, 1959 (1 род, 2 вида)
- Linotetranidae Baker & Pritchard, 1953 (4 рода, 16 видов)
- Tenuipalpidae Berlese, 1913 (34 рода, 895 видов)
- Tetranychidae Donnadieu 1875 (95 рода, 1,270 видов)
- Tuckerellidae Baker & Pritchard, 1953 (1 род, 28 видов)